# Funkcja sinc

Znormalizowana i nieznormalizowana funkcja sinc

Nieznormalizowana funkcja sinc (od łac. sinus cardinalis, również funkcja interpolująca lub pierwsza sferyczna funkcja Bessela) – funkcja definiowana jako:
{\displaystyle \operatorname {sinc} \ x={\begin{cases}{\frac {\sin x}{x}}&{\text{dla }}x\neq 0\\1&{\text{dla }}x=0\end{cases}}}
gdzie {\displaystyle \sin } oznacza funkcję sinus.
Znormalizowana funkcja sinc, oznaczana tym samym symbolem:
{\displaystyle \operatorname {sinc} \ x={\begin{cases}{\frac {\sin(\pi x)}{\pi x}}&{\text{dla }}x\neq 0\\1&{\text{dla }}x=0\end{cases}}}
Funkcja sinc jest transformatą Fouriera funkcji prostokątnej. Ma szerokie zastosowanie w przetwarzaniu sygnałów i analizie filtrów. W teorii sygnałów zwana jest też jako Sa od angielskiego słowa sampling (próbkowanie).

## Własności

Lokalne ekstrema znajdują się na przecięciu z funkcją cosinus.

- Funkcja jest parzysta i różniczkowalna (a tym samym ciągła).

- Miejscami zerowymi nieznormalizowanej funkcji sinc są całkowite niezerowe wielokrotności liczby {\displaystyle \pi ,} dla znormalizowanej funkcji są to wszystkie niezerowe liczby całkowite.

- Wykresy funkcji {\displaystyle \sin x/x} i {\displaystyle \cos x} przecinają się w tych punktach płaszczyzny, w których {\displaystyle \sin x/x} osiąga ekstrema lokalne. Innymi słowy {\displaystyle \sin \xi /\xi =\cos \xi } dla wszystkich punktów {\displaystyle \xi ,} w których pierwsza pochodna funkcji {\displaystyle \sin x/x} jest równa zero. W punkcie {\displaystyle \xi _{0}=0} znajduje się maksimum globalne.

- Znormalizowaną funkcję sinc można zapisać jako iloczyn nieskończony

{\displaystyle {\frac {\sin(\pi x)}{\pi x}}=\prod _{n=1}^{\infty }\left(1-{\frac {x^{2}}{n^{2}}}\right)}
- Euler odkrył, że

{\displaystyle {\frac {\sin(x)}{x}}=\prod _{n=1}^{\infty }\cos \left({\frac {x}{2^{n}}}\right).}
- Transformata Fouriera znormalizowanej funkcji sinc (względem częstotliwości) to funkcja prostokątna {\displaystyle \mathrm {rect} (f)}

{\displaystyle \int _{-\infty }^{\infty }\mathrm {sinc} (t)\,e^{-i2\pi ft}\,dt=\mathrm {rect} (f),}
co oznacza, że funkcja ta jest odpowiedzią impulsową idealnego filtru dolnoprzepustowego. W szczególności zachodzi:
{\displaystyle \int _{-\infty }^{\infty }{\frac {\sin(\pi x)}{\pi x}}\,dx=\mathrm {rect} (0)=1}